# Банковская система Узбекистана
Банковская система Узбекистана двухуровневая, верхний уровень которой представлен Центральным банком Узбекистана, а нижний коммерческими банками и микрокредитными организациями. Банковская деятельность является лицензируемой.

## История
Банковская система Узбекской ССР была создана в соответствии с Законом № 205-XII «О банках и банковской деятельности», принятым Верховным Советом 15 февраля 1991 года. Законом создавался Государственный банк Узбекской ССР и четыре коммерческих банка:
- Республиканский акционерно-коммерческий промышленно-строительный банк (Узпромстройбанк);
- Республиканский акционерно-коммерческий агропромышленный банк (Узагропромбанк);
- Государственно-коммерческий банк внешнеэкономической деятельности Республики Узбекистан (Узвнешэкономбанк);
- Государственно-коммерческий банк трудовых сбережений и кредитования населения Республики Узбекистан (Узсбербанк)[1].

С обретением фактической независимости Государственный банк Узбекской ССР был переименован сначала в Государственный банк Республики Узбекистан, а затем в Центральный банк Республики Узбекистан.
Банковская система Узбекистана представлена 30 коммерческими банками[13][14]:
- 5 — государственных
- 13 — акционерно-коммерческих
- 6 — частных
- 5 — с участием иностранного капитала

Кроме того, функционируют шесть аккредитованных представительств иностранных банков — Национального банка Пакистана, Коммерцбанка, Ландесбанка Берлин (Германия), JP Морган Чейз Банка (США), Экспортно-импортного банка и Шинхан банка (Корея).
По состоянию на 1 февраля 2020 года количество инфокиосков и банкоматов составило 9,687 ед., в обращении находились 20,774,173 банковских пластиковых карт, платёжных терминалов — 407,278 ед.
В Узбекистане действует государственный Фонд гарантирования вкладов граждан в банках, задачей которого является выплата возмещений по вкладам граждан в банках, в случае отзыва лицензии банка Центральным банком, если это не связано с реорганизацией банка.
Согласно данным агентства Moody's, уровень операционных доходов узбекских банков один из самых высоких среди банков стран СНГ.

## Правовое регулирование
Основные законы, регулирующие банковскую деятельность в Узбекистане:
- Конституция Узбекистана
- Закон Республики Узбекистан № 216-1 от 25 апреля 1996 года «О банках и банковской деятельности»
- Закон Республики Узбекистан № 154-I от 15 декабря 1995 года «О Центральном банке Республики Узбекистан»
- Закон Республики Узбекистан № 360-II от 5 апреля 2002 года «О гарантиях защиты вкладов граждан в банках»
- Закон Республики Узбекистан № 33 от 6 мая 2006 года «О потребительском кредите»
- Закон Республики Узбекистан № 13 от 16 декабря 2005 года «Об электронных платежах»
- Указы и Постановления Президента и Кабинета Министров, прочие нормативные акты

## Крупнейшие банки Узбекистана
Десять крупнейших банков Узбекистана по состоянию на 1 марта 2024
| №  | Банк                                                                     | Активы, млрд сум |
| -- | ------------------------------------------------------------------------ | ---------------- |
| 1  | Национальный банк внешнеэкономической деятельности Республики Узбекистан | 123 406          |
| 2  | Узпромстройбанк                                                          | 74 028           |
| 3  | Агробанк                                                                 | 67 394           |
| 4  | Асака банк                                                               | 54 604           |
| 5  | Ипотека-банк                                                             | 46 345           |
| 6  | Капиталбанк                                                              | 41 402           |
| 7  | Народный банк                                                            | 37 026           |
| 8  | Банк развития бизнеса                                                    | 27 859           |
| 9  | Хамкорбанк                                                               | 21 198           |
| 10 | Микрокредитбанк                                                          | 19 257           |